# Tikov (Šárovcova Lhota)
Tikov je malá osada v Podkrkonoší ležící v okrese Jičín. Osada Tikov tvoří jednu ze čtyř místních částí obce Šárovcova Lhota. Osada se rozprostírá na břehu Lukaveckého potoka. V současné době se v osadě nachází 13 domů, které jsou převážně využívány k rekreačním účelům

## Historie
První zmínky o osadě Tikov jsou z roku 1518, již jako o vsi pusté. Zničena byla asi za dob husitských

## Zajímavá místa okolí
- Byšičky (přírodní památka)
- Červená Třemešná
- Hřídelec
- Hořice v Podkrkonoší
- Libín
- Pecka
- Svatojanský Újezd
- Zvičina